# فاسيليسا باردينا
فاسيليسا باردينا (بالروسية: Бардина, Василиса Алексеевна) مواليد 30 نوفمبر 1987 في موسكو، هي لاعبة كرة مضرب روسية سابقة بدأت مسيرتها كمحترفة سنة 2003 وكانت تلعب باليد اليمنى، اعتزلت اللعب في 2012. أعلى تصنيف لها في الفردي كان المركز الـ 48 في سنة 2007. أعلى تصنيف لها في الزوجي كان المركز الـ 117 في سنة 2007.

## النهائيات

### الفردي: 1 (0-1)
| الحصيلة | الرقم | التاريخ       | الدورة           | الأرضية | المنافس         | النتيجة       |
| ------- | ----- | ------------- | ---------------- | ------- | --------------- | ------------- |
| الوصافة | 1.    | 12 يناير 2007 | هوبارت، أستراليا | صلبة    | آنا تشاكفيتادزه | 3–6, 6–7(3–7) |

## روابط خارجية
- فاسيليسا باردينا على موقع رابطة محترفات التنس (الإنجليزية)
- فاسيليسا باردينا على موقع الاتحاد الدولي لكرة المضرب (الإنجليزية)
- فاسيليسا باردينا على موقع بطولة ويمبلدون (الإنجليزية)
- فاسيليسا باردينا على موقع خلاصة التنس.كوم (الإنجليزية)